# 博尼約爾河
博尼約爾河（法語：Bonnieure，法語發音：[bɔnjœʁ]）是法國的河流，位於該國西南部，屬於夏朗德河的左支流，河道全長46.9公里，發源自熱努亞克，流經博尼约尔河畔沙斯讷伊，河口處在芒勒附近。

## 外部連結
- http://www.geoportail.fr（页面存档备份，存于）
- database数据库中的博尼約爾河